# Phyllocnistis echinodes
Phyllocnistis echinodes là một loài bướm đêm thuộc họ Gracillariidae, known from Maharashtra và Karnataka, Ấn Độ. Ấu trùng ăn Anamirta cocculus.